# Scholarpedia
Scholarpedia er en gratis open access hjemmeside med peer-review der virker som online-encyklopædi. Artiklerne er struktureret i den kendte Wikipedia stil. Forskellen mellem Wikipedia og Scholarpedia ligger i fagfællebedømmelsen som hver artikel undergår før publikation, og at skribenterne er eksperter indenfor området samt står med navn.
Leksikonartiklerne gennemgår peer-review (fagfællebedømmelse), i lighed med artiklerne i internationale videnskabelige tidsskrifter. De bedømte færdige artikler varetages herefter af forfatterne, som en slags kuratorer, der skal godkende alle kommende ændringer og opdateringer af artiklerne.
Scholarpedias artikler kan citeres som kildemateriale, i andre videnskabelige værker, da de på grund af fagfællebedømmelsen, har gennemgået den internationalt anerkendte kvalitetskontrol. Dette er i modsætning til Wikipedia, hvor ændringer ikke (nødvendigvis) godkendes af en fagperson, hvormed læseren af artiklerne i Wikipedia ikke nødvendigvis har sikkerhed for, at materialet er af en høj faglig standard.
Der er blandt andet 16 Nobelpris modtagere som skriver for Scholarpedia.